# Парламентские выборы в Молдове (1998)
Парламентские выборы в Молдавии 22 марта 1998 — третьи выборы парламента в Республике Молдова. В выборах приняли участие 9 политических партий, 6 блоков и 60 независимых кандидатов. Избирательный порог для партий — 4 %, для блоков — 4 %, для независимых кандидатов — 4 %. Явка среди гражданского населения составила 69,12 % от занесённых в избирательные списки избирателей, в связи с чем, выборы были объявлены состоявшимися.

## Участники
Изначально в бюллетени для голосования были включены 9 партий, 6 избирательных блоков и 60 независимых кандидатов. Позже из избирательной кампании вышли независимые кандидаты Николай Бойченко, Тудор Брагару, Трофим Штефан, Георгий Цыбырнэ, Георгий Коровай, Николай Тельпиз и Алексей Корчмарь

### Политические партии и избирательные блоки
- Избирательный блок «Демократическая конвенция Молдовы» (лидер списка — Мирча Снегур)
  - Партия возрождения и согласия Молдовы
  - Христианско-демократический народный фронт
  - Экологическая партия Молдовы «Зеленый альянс»
  - Христианско-демократическая лига женщин Молдовы
  - Крестьянская христианско-демократическая партия Молдовы
- Партия коммунистов Республики Молдова (лидер списка — Владимир Воронин)
- Партия социалистов Республики Молдова (лидер списка — Вероника Абрамчук)
- Партия демократических сил (лидер списка — Валерий Матей)
- Избирательный блок «Социалистическое единство» (лидер списка — Валерий Сеник)
  - Социалистическая партия Молдовы
  - Движение за равенство прав «Unitate-Единство»
  - Союз коммунистов Молдовы
  - Народная партия «Ватан»
- Аграрно-демократическая партия Молдовы (лидер списка — Дмитрий Моцпан)
- Избирательный блок «Альянс демократических сил» (лидер списка — Семён Чертан)
  - Национал-крестьянская партия Молдовы
  - Либеральная партия Молдовы
  - Национально-либеральная партия
- Избирательный блок «За демократическую и процветающую Молдову» (лидер списка — Дмитрий Дьяков)
  - Общественно-политическое движение «За демократическую и процветающую Молдову»
  - Гражданская партия Молдовы
  - Движение «Новая сила»
  - Народно-демократическая партия Молдовы
- Социал-демократическая партия Молдовы (лидер списка — Оазу Нантой)
- Избирательный блок «Гражданский альянс Furnica (Муравей)» (лидер списка — Адриан Усатый)
  - Общественно-политическое движение «Гражданский альянс за реформы»
  - Партия прогрессивных сил Молдовы
  - Движение «Unitatea Civica (Гражданское единство)»
  - Союз молодежи Молдовы
  - Центристская демократическая партия возрождения Республики Молдовы
- Избирательный блок «Социал-демократический блок Speranta (Надежда)» (лидер списка — Анатолий Цэрану)
  - Объединенная социал-демократическая партия Молдовы
  - Движение профессионалов «Speranța-Надежда»
  - Ассоциация женщин Молдовы
- Объединенная партия труда Молдовы (лидер списка — Андрей Сафонов)
- Христианско-демократический союз Молдовы (лидер списка — Григорий Гурдыш)
- Партия реформы (лидер списка — Михай Гимпу)
- Партия социально-экономической справедливости Молдовы (лидер списка — Марина Ливицки)

### Независимые кандидаты
- Валерий Бойченко
- Анатолий Плугару
- Алексей Репеде
- Николай Гуцул
- Павел Крянгэ
- Ион Липчиу
- Еуджен Заставнецки
- Михаил Кабанюк
- Григорий Фрекэуцану
- Николай Петрика
- Пётр Урсу
- Тихон Зараф
- Георгий Порческу
- Михай Шушу
- Андрей Кока
- Виктор Гурэу
- Анна Бологан
- Георгий Удря
- Павел Лупаческу
- Анатолий Унгурян
- Степан Барбов
- Михай Корж
- Ион Праницки
- Михаил Ревин
- Георгий Константинов
- Борис Дарьев
- Юлиус Калинич
- Рената Вережану
- Валерий Реницэ
- Владимир Джугостран
- Нестер Самофалов
- Ион Батку
- Ион Одайник
- Лидия Мунтяну
- Сергей Попа
- Степан Градинар
- Владимир Никорич
- Валентина Мельник
- Тудор Борта
- Дан Ноур
- Алексей Фрунзэ
- Тамара Сокол
- Фёдор Боцан
- Пётр Плешка
- Леонид Кучеренко
- Евстафий Чикала
- Николай Правдин
- Георгий Балмуш
- Василий Некулче
- Михаил Бойчук
- Афтение Чертан
- Михаил Кулев
- Раиса Морарь
- Анатолий Вицу
- Валерий Данич
- Борис Черней
- Аурел Чепой
- Николай Пописташ

## Результаты
Окончательные результаты выборов:
| Партия                                                              | Голосов   | Голосов % | Мандатов |
| ------------------------------------------------------------------- | --------- | --------- | -------- |
| Партия коммунистов Республики Молдова                               | 487 002   | 30,01 %   | 40       |
| Избирательный блок «Демократическая конвенция Молдовы»              | 315 206   | 19,42 %   | 26       |
| Избирательный блок «За демократическую и процветающую Молдову»      | 294 691   | 18,16 %   | 24       |
| Партия демократических сил                                          | 143 428   | 8,84 %    | 11       |
| Аграрно-демократическая партия Молдовы                              | 58 874    | 3,63 %    | 0        |
| Избирательный блок «Гражданский альянс Furnica (Муравей)»           | 53 338    | 3,29 %    | 0        |
| Избирательный блок «Альянс демократических сил»                     | 36 344    | 2,24 %    | 0        |
| Партия социально-экономической справедливости Молдовы               | 31 663    | 1,95 %    | 0        |
| Социал-демократическая партия Молдовы                               | 30 169    | 1,86 %    | 0        |
| Избирательный блок «Социалистическое единство»                      | 29 647    | 1,83 %    | 0        |
| Избирательный блок «Социал-демократический блок Speranta (Надежда)» | 21 282    | 1,31 %    | 0        |
| Партия социалистов Республики Молдова                               | 9514      | 0,59 %    | 0        |
| Партия реформ                                                       | 8844      | 0,54 %    | 0        |
| Христианско-демократический союз Молдовы                            | 8342      | 0,51 %    | 0        |
| Объединенная партия труда Молдовы                                   | 3124      | 0,19 %    | 0        |
| Независимые кандидаты                                               |           | 5,63 %    | 0        |
| Всего (явка 69,12 %)                                                | 1 581 517 | 100 %     | 101      |